# Pałac Sternbergów w Pradze
Pałac Sternbergów (czes. Šternberský palác ) – pałac na Hradczanach (Hradčanské námestií 15).
Pałac został wzniesiony w latach 1698–1708. Jego projektant nie jest znany. Wśród możliwych autorów są wymieniani m.in. Domenico Martinelli, Jan Blažej Santini-Aichel i Krzysztof Dietzenhofer. Najprawdopodobniej projektantem był jednak Giovanni Battista Alliprandi. Ozdoby stiukowe wykonał Donato Giuseppe Frisoni.
W 1816 Leopold Stenrberg sprzedał pałac Stowarzyszeniu Patriotycznych Przyjaciół Sztuki (Společnost vlasteneckých přátel umění). Umieszczono w nim galerię sztuki. W 1871 pałac zakupił Heliodor F. Heidl, który w 1872 odstąpił go kobiecemu Stowarzyszeniu św. Anny. Po II wojnie światowej obiekt przeszedł na własność Galerii Narodowej w Pradze, która eksponuje w nim kolekcję sztuki europejskiej od antyku do baroku.